# Крис, Оливер
Оливер Крис (англ. Oliver Chris, 2 ноября 1978 года, Ройал-Танбридж-Уэлс, Кент, Великобритания) — британский актёр театра и телевидения.

## Ранние годы
Оливер Крис родился в семье, которая обожала театр. Его отец был бухгалтером, а мать управляла магазином эзотерической литературы. Первой пьесой, которую он увидел, был «Скотный двор» в постановке Питера Холла в Национальном театре. После этого он при первой же возможности вступил в детский театр.
Начальное образование Крис получил в частных школах для мальчиков в Танбридж-Уэллс и восточном Сассексе. Высшее актёрское образование получал в Королевской школе сценической речи и драматического искусства в Лондоне, куда его пригласили за шесть месяцев до сдачи выпускных экзаменов в школе.

## Театр
Первую роль в профессиональном театре Крис исполнил в 2002 году в пьесе «Как важно быть серьезным» (Алджернон). Затем наступило некоторое затишье в его театральной карьере. В 2007 году Крис сыграл Петручо в «Укрощении стпроптивой» и Кристиана в «Сирано де Бержерак». Дебют в Вест-Энде состоялся в 2008 году, когда актёр получил одну из основных ролей в пьесе Лизы Крон «Колодец». Прорывом в карьере для Криса стала роль в постановке Питера Холла пьесы Шекспира «Сон в летнюю ночь» в 2010 году в театре Розы, где его партнершей была Джуди Денч. Однако, несмотря на столь звездную пару, исполнение Крисом роли Ника Боттома было отмечено, как «изумительное».
Молодого актёра заметили в Национальном театре, куда его пригласили на роль Стэнли Стабберса в новой постановке «Один слуга, два господина» (адаптация комедии «Слуга двух господ» Карло Гольдони). Постановка имела большой успех, после показов в Литтлтон-театре Национального она переместилась в театр Адельфи в Вест-Энде. Актёр был номинирован на премию Лоренса Оливье, но проиграл в объединённой номинации Шеридан Смит. В 2012 году спектакль открылся на Бродвее в театре Music Box. Все это время Крис продолжал исполнять роль гангстера Стабберса.
После успешного старта следующей ролью Криса в Национальном стала главная роль в пьесе «Великобритания» о скандале с незаконной прослушкой в постановке Николаса Хайтнера в июне 2014 года. Партнершей Криса стала Билли Пайпер.
В апреле и мае 2014 года в театре Алмейда, а с сентября 2014 года — в театре Уиндхемс Оливер Крис играет роль принца Уильяма в провокационной пьесе Майка Бартлета «Король Карл III», сюжет которой строится вокруг гипотетических событий, которые могли бы произойти после смерти Елизаветы II. И хотя, в отличие от своих коллег по пьесе Тима Пигот-Смита и Лидии Уилсон, Крис не был отмечен номинациями, его игра и созданный им образ заслужили похвальные отзывы в прессе. Также отмечалось его сильное внешнее сходство с прототипом. Сам он описывал своего персонажа так: «Он должен сделать выбор: встать на сторону своего отца или встать на сторону своей страны и системы. В этом заключается трагедия». При этом он делает акцент на то, что он играет персонажа пьесы, а не реального человека. 1 ноября 2015 года состоялась премьера пьесы в бродвейском театре Music Box. Крис вернулся к своей роли наследника британского престола.
С февраля по май 2017 года Оливер Крис играл герцога Орсино в современной постановке «Двенадцатой ночи» в Национальном театре, где его коллегами по сцене стали Фиби Фокс и Тэмзин Грейг. Крис представил герцога избалованным плейбоем на винтажной дорогой машине, который, однако, «не будет лежать на коврах, лениво попивая вино. Сейчас он готов действовать гораздо активнее. Он хочет использовать все свои шансы».
С октября по декабрь 2017 года в новой комедии «Молодой Маркс», которая открыла премьерный сезон театра «Мост» (новый проект бывшего художественного руководителя Национального театра Николаса Хайтнера), Оливер Крис играет Фридриха Энгельса. Роль Карла Маркса исполнял Рори Киннир.
В 2019 году исполнял роль Оберона в спектакле «Сон в летнюю ночь» в театре «Мост», где его партнёршей — Титанией — была звезда «Игры престолов» Гвендолин Кристи. В иммерсивном спектакле Николаса Хайтнера главные герои менялись местами, что привело к воплощению на сцене романа между ослом и Обероном (вместо Титании). Комедийный талант Криса получил широкое признание среди критиков. «Двенадцатая ночь», «Молодой Маркс» и «Сон в летнюю ночь» транслировались в рамках проекта «Национальный театр в прямом эфире».

## Кино и телевидение
Сразу после окончания актёрской школы Крис получил роль второго плана в британском ситкоме «Офис». C 2004 по 2006 год он исполнял роль интерна Бойса в комедийном сериале «Зеленое крыло». В 2006 году Крис сыграл небольшую роль в телевизионном фильме «Вызов Шарпа». В 2007 году его пригласили на главную роль в телесериале «Bonkers». После этого Крис несколько лет получал только небольшие и эпизодические роли в телевизионных проектах, пока в 2013 году он не прошёл кастинг на главную роль руководителя взвода саперов капитана Ника Медхерста в телесериале «Песчаник 42» (англ. Bluestone 42), в котором он снимался вплоть до середины третьего сезона. Также в 2013 году Крис вошёл в основной состав ещё одного сериала «Breathless». Сериал не был продлен на второй сезон.
10 мая 2017 года на телевизионные экраны вышла адаптация пьесы «Король Карл III», в которой Оливер Крис вернулся к роли принца Уильяма.